# SportsCenter Brasil
O SportsCenter Brasil é um telejornal esportivo brasileiro exibido diariamente pela ESPN (Brasil). Lançado em 2000, foi inspirado no SportsCenter original criado pela rede estadunidense de televisão a cabo e por satélite ESPN.

## História
Foi criado em 2000 em plena cobertura das Olimpíadas de Sydney.
Em 2007, o programa passou a ser apresentado simultaneamente na Rádio Eldorado ESPN, em alguns dias da semana, e também passou a ter uma versão radiofônica exibida às tardes.
Em 19 de março de 2009, completou 3.000 edições. Em 15 de junho desse ano, ganhou uma versão exibida vespertina apresentada por André Kfouri e Arnaldo Ribeiro.
Inspirado no SportsCenter da matriz ESPN, adotou um novo formato de GC em 2011, com grafismos em 3D e animações em tempo real semelhante ao utilizado. Em 2015, o programa apresentou novidades gráficas e cenográficas.
A partir de 2 de setembro de 2019, o SC passou a ter quatro edições diárias. Em 01 de fevereiro de 2021, após quase 1 ano sendo feito em home office por causa da pandemia, o programa voltou a ser feito em um novo cenário, com três ambientes e um telão de 500 polegadas. Porém, em março, devido ao agravamento da crise, o SC voltou a ser feito da casa dos apresentadores e comentaristas. Em agosto com a queda nos casos da pandemia e o avanço da vacinação, o SC voltou a ter duas edições produzidas nos estúdios da emissora (9h e 21h) com as outras duas em home office na casa dos apresentadores e comentaristas (16h e 20h). Em 27 de setembro, com o retorno dos profissionais aos estúdios da emissora após 18 meses de home office, o SC volta a ter as suas 4 edições produzidas totalmente na sede do canal e com a nova programação, houve uma mudança na edição da manhã que passou para às 11h. Já em outubro, a última edição do SC retorna para o horário tradicional dos fins de noite.

## Prêmios e indicações
| Ano  | Prêmio                                     | Categoria                                        | Resultado | Ref.  |
| ---- | ------------------------------------------ | ------------------------------------------------ | --------- | ----- |
| 2016 | "Prêmio Torcedores.com de Mídia Esportiva" | Melhor Telejornal Esportivo de TV por Assinatura | Venceu    | [ 4 ] |